# Monococcus echinophorus
Monococcus es un género monotípico de plantas fanerógamas perteneciente a la familia las fitolacáceas. Su única especie, Monococcus echinophorus, es originaria de Australia.

## Taxonomía
Monococcus echinophorus fue descrita por Ferdinand von Mueller y publicado en Fragmenta Phytographiæ Australiæ 1(3): 46. 1858.